# Gleim-Literaturpreis
Der Gleim-Literaturpreis ist ein deutscher Kulturpreis, der seit 1995 vom Förderkreis Gleimhaus in Verbindung mit der Stadt Halberstadt vergeben wird. Er wird vergeben für „deutschsprachige Forschungsarbeiten, die einen bedeutenden Beitrag zur Erschließung der Kulturgeschichte des 18. Jahrhunderts leisten“ (lt. Satzung) und allgemeinverständlich geschrieben worden sind. Er erinnert zugleich an den Halberstädter Dichter, Förderer und Sammler Johann Wilhelm Ludwig Gleim.
Ins Leben gerufen wurde die Auszeichnung durch eine private Spende. Unterstützer sind die Stadt Halberstadt, der Verlag C. H. Beck sowie die Kreissparkasse Halberstadt. Die Auszeichnung ist mit 5.000 Euro dotiert und wird alle zwei Jahre durch eine unabhängige Jury vergeben.

## Preisträger
- 1995 Heinz Dieter Kittsteiner für Die Entstehung des modernen Gewissens
- 1997 Gudrun Gersmann für Im Schatten der Bastille. Die Welt der Schriftsteller, Kolporteure und Buchhändler am Vorabend der Französischen Revolution
- 1999 Jürgen Osterhammel für Die Entzauberung Asiens. Europa und die asiatischen Reiche im 18. Jahrhundert
- 2001 Martin Geck für Bach. Leben und Werk
- 2003 Christoph Schulte für Die jüdische Aufklärung. Philosophie, Religion, Geschichte
- 2005 Angela Steidele für In Männerkleidern. Das verwegene Leben der Catharina Margaretha Linck alias Anastasius Lagrantinus Rosenstengel, hingerichtet 1721. Biographie und Dokumentation
- 2007 Günter de Bruyn für Als Poesie gut. Schicksale aus Berlins Kunstepoche 1786–1807
- 2009 Mark-Georg Dehrmann für Orakel der Deisten. Shaftesbury und die deutsche Aufklärung
- 2011 Philipp Blom für Böse Philosophen. Ein Salon in Paris und das vergessene Erbe der Aufklärung
- 2013 Beatrix Langner für Jean Paul: Meister der zweiten Welt. Eine Biographie
- 2015 Jürgen Goldstein für Georg Forster: Zwischen Freiheit und Naturgewalt
- 2017 Volker Hagedorn für Bachs Welt. Die Familiengeschichte eines Genies
- 2019 Patrick Stoffel für Die Alpen. Wo die Natur zur Vernunft kam[1]
- 2021 Heinrich Detering für Menschen im Weltgarten. Die Entdeckung der Ökologie in der Literatur von Haller bis Humboldt
- 2023 Eva Seemann für Hofzwerge. Kleinwüchsige Menschen an deutschsprachigen Höfen der frühen Neuzeit[2]
- 2025 Michael Maul für J. S. Bach. »Wie wunderbar sind deine Werke!«[3]